# Vetenskapsåret 1839

## Händelser
- 9 januari - Franska vetenskapsakademin presenterar Daguerreotypin, en tidig form av fotografi.
- Theodor Schwann menar att allt levande byggs upp av celler.
- Carl Gustaf Mosander upptäcker grundämnet lantan.
- James Clark Ross påbörjar en expedition till Antarktis.
- Roderick Murchison ger namn åt den geologiska tidsperioden Silur.
- Kirkpatrick Macmillan uppfinner velocipeden.
- William Grove uppfinner bränslecellen.
- Charles Goodyear uppfinner vulkaniseringsprocessen.
- Isaac Babbitt utvecklar legeringen babbitt.
- Brittiska mönsterskyddsregistret (Designs Registry) grundas. Det överförs 1876 till patentverket.

### Astronomi
- Januari - Den första parallaxmätningen av avståndet till Alfa Centauri publiceras av Thomas Henderson.[1]

### Teknik
- Okänt datum - Michael Faraday publicerar Experimental Researches in Electricity[2] och klargör elektricitetens sanna natur.
- William Grove uppfinner Groveceller. [3]
- Påstådd uppfinning av bakhjulsdriven cykel av Kirkpatrick Macmillan i Skottland.[4]

## Pristagare
- Copleymedaljen: Robert Brown, brittisk botaniker
- Wollastonmedaljen: Christian Gottfried Ehrenberg, tysk naturforskare [5]

## Födda
- 11 februari - Josiah Willard Gibbs (död 1903), amerikansk teoretisk fysiker, kemist.
- 12 april - Nikolai Przjevalskij (död 1888), rysk geograf och forskningsresande.

## Avlidna
- 8 april - Pierre Prévost (född 1751), schweizisk fysiker.
- 27 juni - Allan Cunningham (född 1791), brittisk botaniker och forskningsresande.
- 28 augusti - William Smith (född 1769), brittisk geolog.
- 29 september - Friedrich Mohs (född 1773), tysk mineralog.
- 15 november - William Murdoch (född 1754), skotsk uppfinnare och tekniker.

### Fotnoter
1. ↑  Gavine, David (2004). ”Henderson, Thomas (1798–1844)”. Oxford Dictionary of National Biography. Oxford University Press. http://www.oxforddnb.com/view/article/12915. Läst 16 februari 2011.
2. ↑  ”Experimental Researches in Electricity”. http://www.gutenberg.org/etext/14986. Läst 12 september 2007.
3. ↑  ”Note sur une pile voltaïque d'une grande énergie, construite par M. Grove; communication de M. Becquerel”. Comptes Rendus "8":  s. 497. 7 mars 1839. http://gallica.bnf.fr/ark:/12148/bpt6k2967c/f503.table.
4. ↑  ”Kirkpatrick Macmillan (1812-1878)”. Historic Figures. BBC. http://www.bbc.co.uk/history/historic_figures/macmillan_kirkpatrick.shtml. Läst 12 februari 2011.
5. ↑  ”Geological Society”. Arkiverad från originalet den 5 juni 2011. https://web.archive.org/web/20110605102217/http://www.geolsoc.org.uk/gsl/society/history/page750.html. Läst 13 april 2011.